# Johannes Bouwmeester
Johannes Bouwmeester (Amsterdam, 4 novembre 1634 – 22 ottobre 1680) è stato un medico e filosofo olandese.
Amico intimo di Lodewijk Meyer, di Adriaen Koerbagh e di Baruch Spinoza, appartenne alla ristretta cerchia che curò la pubblicazione dell'Ethica. Con Meyer cofondò la società Nil volentibus arduum.

## Biografia
Figlio di Claes Bouwmeester, di professione sarto, e proveniente da una famiglia di costruttori di strumenti musicali, nel 1651 si iscrisse all'Università di Leida dove sette anni più tardi si laureò in medicina.
È nota almeno una lettera di Spinoza a Bouwmeester (n. 37), sebbene la maggior parte delle edizioni dell'epistolario spinoziano lo identifichino col beneficio del dubbio anche col corrispondente anonimo della lettera n. 28.
Nel 1663 scrisse un poema latino per i Renati Descartes principia philosophiae di Spinoza e sarebbe anche autore del poemetto sotto il ritratto inciso di Spinoza che si trova in alcune edizioni dell'Opera posthuma del 1677. Nella seconda metà degli anni Sessanta del Seicento si recò in Italia, dove il 30 settembre 1667 si iscrisse a giurisprudenza all'Università di Padova.
Nel 1672 tradusse il romanzo filosofico Het leeven van Hai Ebn Yokdhan, basato su una precedente traduzione latina di Edward Pococke e pubblicato ad Amsterdam da Jan Rieuwertsz. Bouwmeester fu anche coinvolto nella pubblicazione delle opere di Spinoza.